# Geburtsvorbereitung
Mit dem Sammelbegriff Geburtsvorbereitung werden verschiedene Kurse und Angebote für Frauen und Paare in der Schwangerschaft bezeichnet, die sie auf die Geburt körperlich, mental und/oder psychisch vorbereiten sollen oder vor allem Informationen bieten.
Kurse mit dieser Bezeichnung werden ab der 25. Schwangerschaftswoche empfohlen (sechster bis siebter Schwangerschaftsmonat) und üblicherweise von Hebammen angeboten, meist in einem Krankenhaus mit Entbindungsstation oder in einer Hebammenpraxis/Geburtshaus.
Inhalte und Themen der Geburtsvorbereitungskurse:
- der Verlauf der Schwangerschaft
- Schwangerschaftsbeschwerden
- Bewegungsübungen (Schwangerschaftsgymnastik)
- Entspannungsübungen und Partnermassagen
- Vorbereitung des Damms
- Vorbereitung der Brust
- Wie spürt man Wehen, vorzeitige Wehen
- Blasensprung
- Übertragung des Ungeborenen
- Gründe die Hebamme anzurufen, Fahrt in die Klinik, Kliniktasche
- Körpererfahrung durch Atemübungen, Bauchatmung, Flankenatmung, Atmung zur Lungenspitze, Verbindung der drei Atemräume
- Atemtechniken während der Geburt, Stöhnen, Hecheln
- Informationen zu möglichen Orten für die Geburt (Krankenhaus, Geburtshaus, Hausgeburt)
- Informationen zu unterschiedlichen Entbindungstechniken bei der natürlichen Geburt (etwa Lamaze-Technik, Wassergeburt), zu Geburtseinleitungsverfahren und zum Thema Kaiserschnitt
- Möglichkeiten der Schmerzlinderung bei der Geburt, z. B. Periduralanästhesie (PDA)
- Besuch des Kreißsaales und der Wochenstation oder des Geburtsraumes eines Geburtshauses
- Mutterpass
- Rooming in
- Stillen
- Säuglingspflege – hierfür gibt es extra Kurse
- Beckenbodentraining
- Stimmungsänderungen
- Wochenbett, Wochenfluss, Nachwehen
- Tragen des Säuglings, Babytragetuch
- Veränderung der Paarbeziehung[1]
- Sex nach einer Geburt[2]

Da immer mehr Väter bei der Geburt anwesend sind, werden solche Kurse auch für Paare angeboten. Aber auch in reinen Frauenkursen findet mindestens ein Partnerabend statt, an dem die werdenden Väter oder andere begleitende Personen vorbereitet werden. Hier sollen sie lernen, wie sie mit ihrer Partnerin atmen können, wo sie wie massieren können und welche Geburtshaltungen es gibt. Die Teilnahmegebühren der Väter an diesen Kursen werden von einer Krankenkasse nur vereinzelt und dann meist nur teilweise übernommen.
An werdende Eltern richtet sich auch das Programm Safe – Sichere Ausbildung für Eltern, das Eltern befähigen soll, emotionale Bedürfnisse und Signale ihres Babys zu verstehen, feinfühlig darauf zu reagieren und so die Bindungsentwicklung ihres Kindes zu fördern.